# Puccia
Le pucce sono forme di pane aventi diametro di circa 20-30 centimetri, facenti parte della tradizione culinaria della Puglia centromeridionale. In particolare tale tradizione è molto diffusa nel Salento e nel tarantino. 
Nella sua variante tipicamente leccese, la puccia è farcita con ingredienti poveri, stagionali e tipici della tradizione culinaria locale, quali melanzane, pomodori, peperoni, zucchine, rucola, cicoria selvatica ed una fetta di formaggio.
Nel tarantino la puccia è nota anche nella sua versione fast food, che come nel foggiano utilizza lo stesso impasto della pizza, condito con hamburger, patatine fritte, pomodori e insalata; in alcune la puccia viene condita con uccelletti (scamorza affumicata e prosciutto) o würstel.

## Puccia nella tradizione pugliese

### Provincia di Lecce

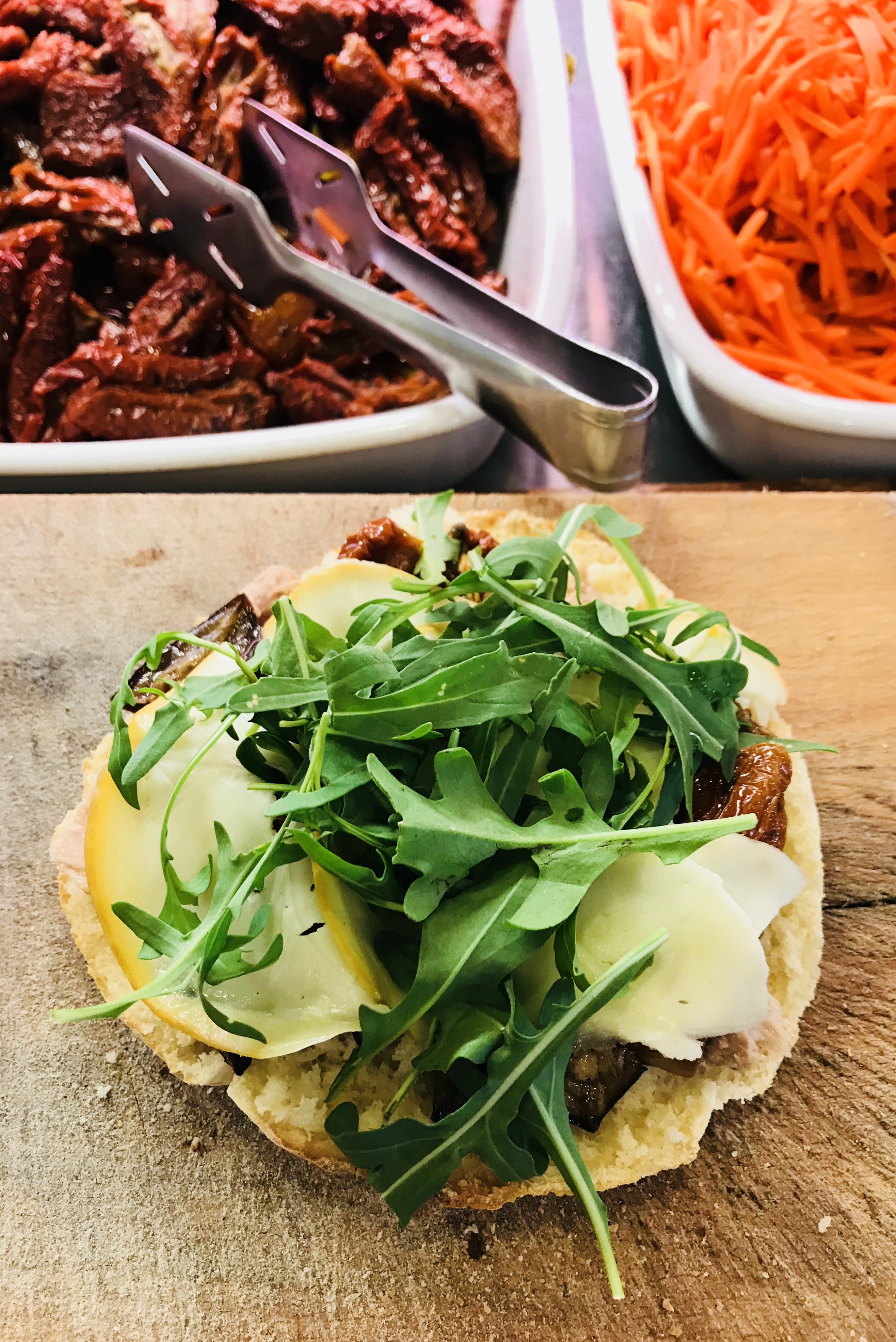
Puccia tipica nel leccese

La puccia caddhipulina è una variante della puccia e viene preparata nella cittadina di Gallipoli il 7 dicembre, la vigilia della festa per l'Immacolata concezione. Si tratta di una forma di pane con molta mollica che in passato veniva condita con capperi e acciughe sotto sale; successivamente il benessere ha portato ad aggiungere tonno, pomodori, e tanto olio extravergine d'oliva. Tradizione Gallipolina, viene prodotta in vari formati che partono dai 250 gr sino ad un chilogrammo. La tradizione è tuttora molto viva tra gli abitanti della città.

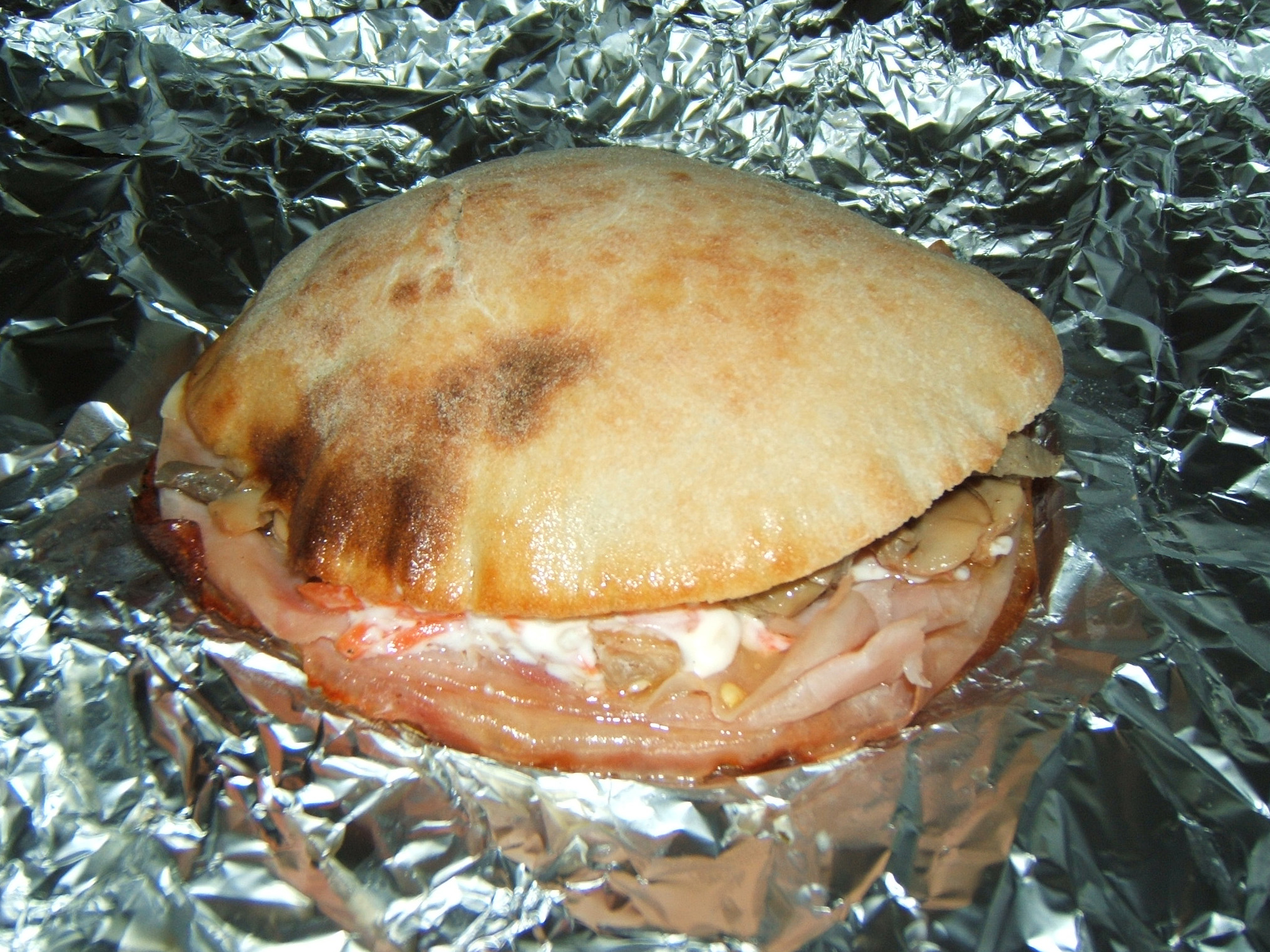
Puccia tipica delle pizzerie pugliesi

Le uliate sono più piccole ed hanno nell'impasto olive in salamoia. Sono cotte nei forni a legna e sono uno dei prodotti più presenti sulle tavole salentine. Vengono consumate in occasione della vigilia del giorno dell'Immacolata, tradizione vuole che in questo giorno si faccia digiuno mangiando solo una puccia, in questo modo le donne hanno il tempo di seguire i riti religiosi legati alla festività. A Caprarica di Lecce ogni anno si tiene la festa te la uliata, con la piccola puccia con le olive nere.
Simile alla uliata c'è poi il pizzo leccese, una variante che comprende anche cipolla e pomodoro (pomodorini freschi o polpa). Si tratta di un pane condito tipico delle tavole leccesi e che trova una sua declinazione grika nello scéblasti. Quest'ultimo è il pane condito della tradizione di Zollino che, alla ricetta del pizzo leccese, aggiunge anche zucchine, zucca gialla e all'occasione capperi.

### Provincia di Taranto
In provincia di Taranto, soprattutto nella zona orientale, viene chiamata "puccia alla vampa" (alla fiamma) e l'impasto della puccia è di farina di semola. Viene preparato un disco di pasta e infornato, il disco man mano che cuoce aumenta di volume. Il risultato è un disco di pane morbido con pochissima mollica. La tradizione tarantina e salentina la vuole farcita con semi di pomodoro, olio extravergine d'oliva, sale e ricotta forte, oppure con le rape stufate. 
A Pulsano e Lizzano, oltre alla classica Puccia alla vampa, è diffusa la preparazione di una focaccia chiamata "puccia alla tajedda" o "Puccia alla spàsa" (puccia in teglia) che ha un ripieno di cipolle, olive, capperi, acciughe salate, pomodori e peperoncino. Pur portando lo stesso nome del disco di pasta, in questo caso la puccia è una focaccia ripiena.